# 威尼斯救主堂

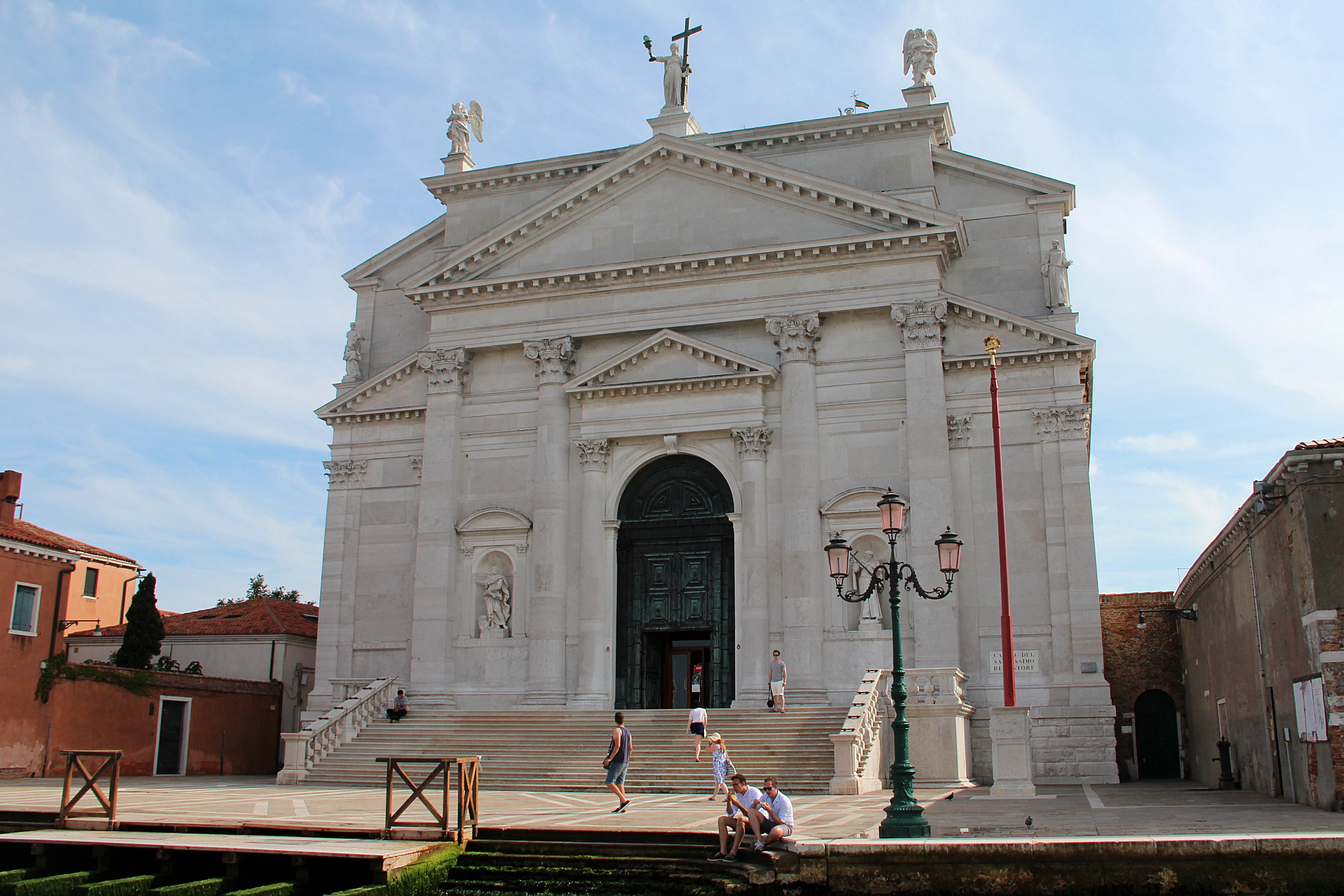
從卡納德拉古德卡運河看到的大教堂的正面

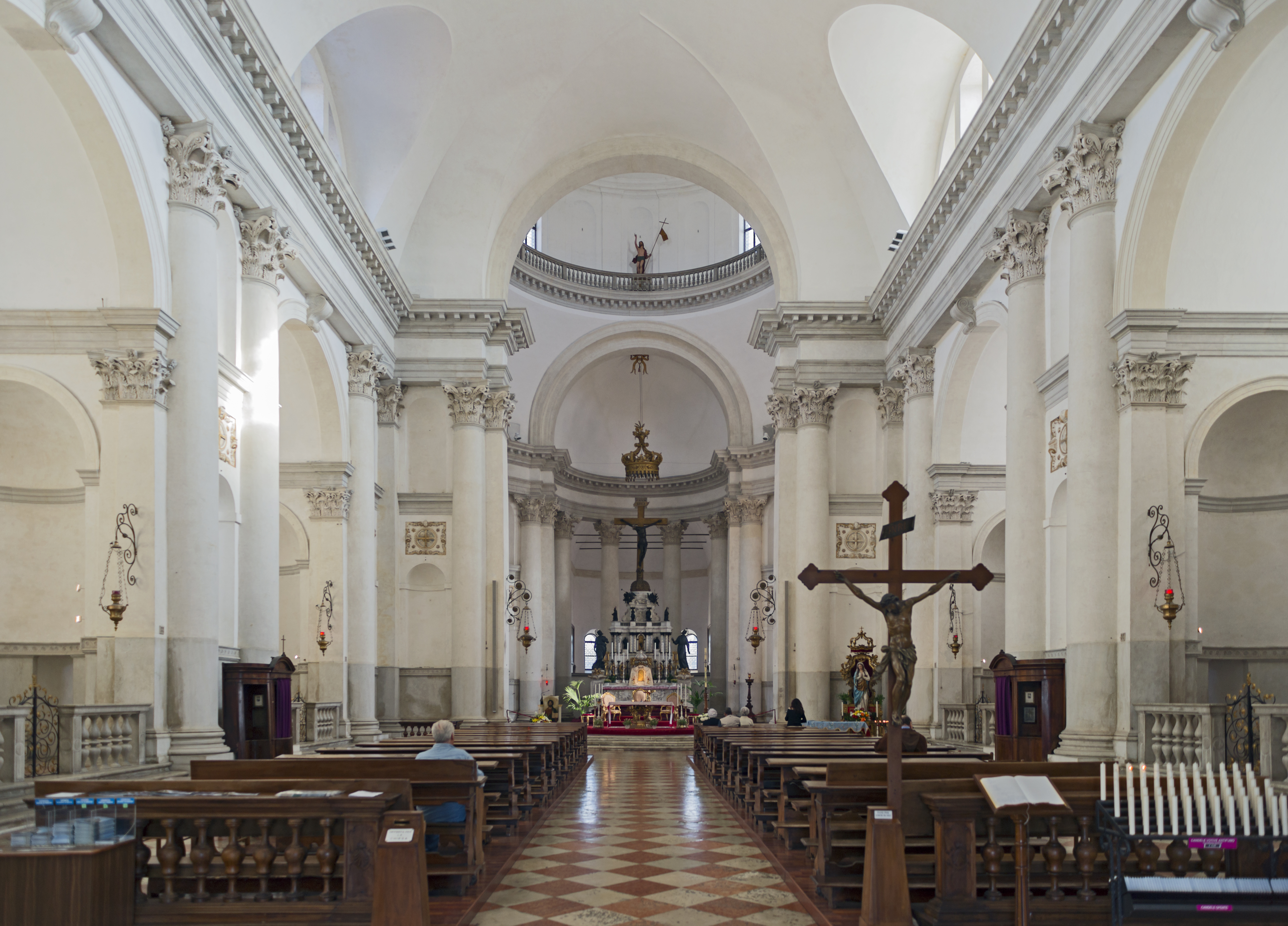
内部

威尼斯救主堂（Il Redentore，全称Chiesa del Santissimo Redentore）是威尼斯朱代卡岛上巨大的穹顶教堂，毗邻朱代卡水道（Canale della Giudecca），主宰了该岛的天际线。
修建这座教堂是为了感恩：从1575年至1576年毁灭威尼斯的黑死病中蒙解救，有46,000人，占威尼斯25-30%的人口死亡。议会委托大建筑师安德烈亚·帕拉弟奥负责设计。施工开始于1577年5月，1592年祝圣。
每年，威尼斯总督和参议员穿过一个特别建造的浮桥从Zattere到朱代卡岛，出席教堂的弥撒。救世主节仍然是威尼斯的重大节日，在7月的第三个星期天庆祝。在前一天晚上举行大型烟花汇演，然后是大规模游行穿过浮桥。教堂一直是委托给嘉布遣会，大约有20人住在附设的修道院。
威尼斯救主堂是帕拉弟奥最杰出的作品之一，被认为是其职业生涯的顶峰。这是一座巨大的白色圆顶建筑，穹顶顶部是救主雕像。还有一尊较低和较大的雕像安放在立面的中央三角墙。这种设计让人想起帕拉迪奥设计的圣方济各教堂（San Francesco della Vigna），在以后两个世纪，其他建筑师也反复表现这种设计。
有人认为，其外部受到了土耳其的影响。
当然，这座建筑并非狭义上的古典建筑。作为一个朝圣教堂，这座建筑设计了很长的中殿，这对从事古典建筑的帕拉迪奥是一个挑战。其结果是有些折衷的建筑，白色的外墙粉刷，内部灰色石头内部，穹顶下的十字形空间。整个室内都是不间断的科林斯柱式。